# Kalanchoe marnieriana

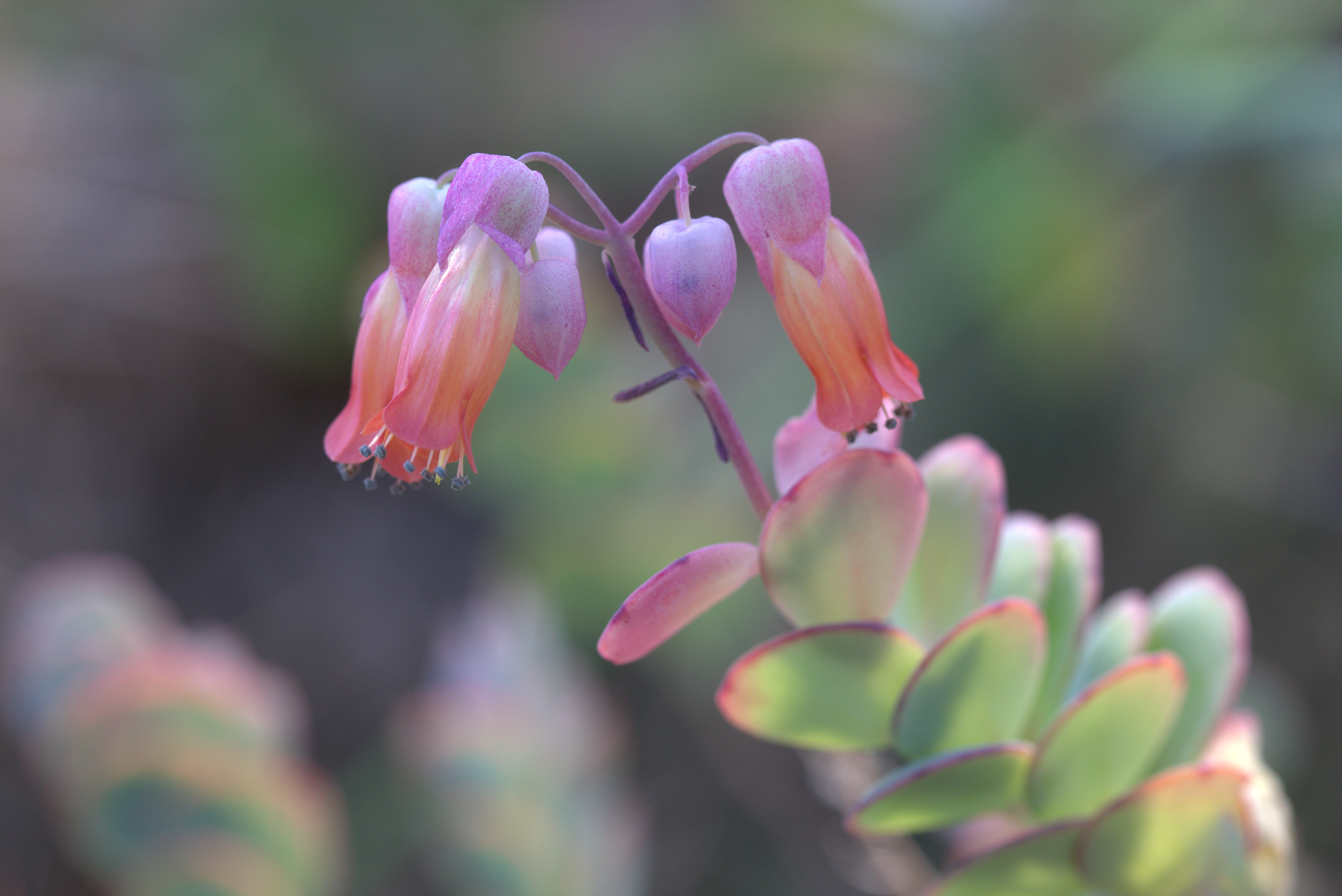
Flors

Kalanchoe marnieriana (o Bryophyllum marnierianum) és una espècie de planta suculenta del gènere Kalanchoe, de la família de les Crassulaceae.

## Descripció
És una planta perenne, totalment glabra, molt ramificada, formant matolls de fins a 30 cm d'alçada.
Les tiges són prostrades a la base i arrelant, ascendents més tard, vermelles, amb taques marrons a les parts inferiors, amb 2 costelles entre els nusos.
Les fulles estan sovint amuntegades a prop de les puntes de les branques, peciolades, glauques, blavoses, amb taques violàcies, pecíol cilíndric, de 3 a 8 mm, làmina obovada a suborbicular, de 3 a 4 cm de llarg i de 2 a 3 cm d'ample, punta arrodonida, base subcordada, lleugerament auriculada, marges subsencers, de vegades una mica crenats a la part superior, amb nombrosos propàguls a les dents.
Les inflorescències són corimbiformes, peduncles de 9 a 12 cm, pedicels d'1 a 1,5 cm.
Les flors són pèndules; el calze de color verd a verd-porpra, tub de 9 a 11 mm; sèpals deltoides, aguts, de 7 a 8,5 mm de llarg i d'uns 6 mm d'ample; corol·la tubular urceolada, de color groc, taronja a rosa, tub d'uns 8 angles, de 20 a 35 mm, pètals obovats, obtusos, de 5 a 6 mm de llarg i ample.
L'espècie és propera a K. fedtschenkoi i K. laxiflora amb les quals forma un grup homogeni. Totes tenen el mateix hàbit, biologia i ecologia.

## Distribució
Planta endèmica del sud-est de Madagascar. Creix en llocs rocosos i humits.

## Taxonomia
Kalanchoe marnieriana va ser descrita per Hermann Johannes Heinrich Jacobsen (H.Jacobsen) i publicada a Handbok i Skandinaviens Flora (ed. 11) 2: 835. 1954.

### Etimologia
Kalanchoe: nom genèric que deriva de la paraula cantonesa "Kalan Chauhuy", 伽藍菜 que significa 'allò que cau i creix'.
marnieriana: epítet atorgat en honor de l'empresari del vi francès, Julien Marnier-Lapostolle.

### Sinonímia
- Bryophyllum marnierianum  (Jacobsen ex L.Allorge) Govaerts (1996) (de la que n'és basiònim)
- Bryophyllum marnierianum  (Jacobsen) ByaIt (2000)
- Kalanchoe humbertii  Mannoni & Boiteau (1947)